# Krajarka do jaj

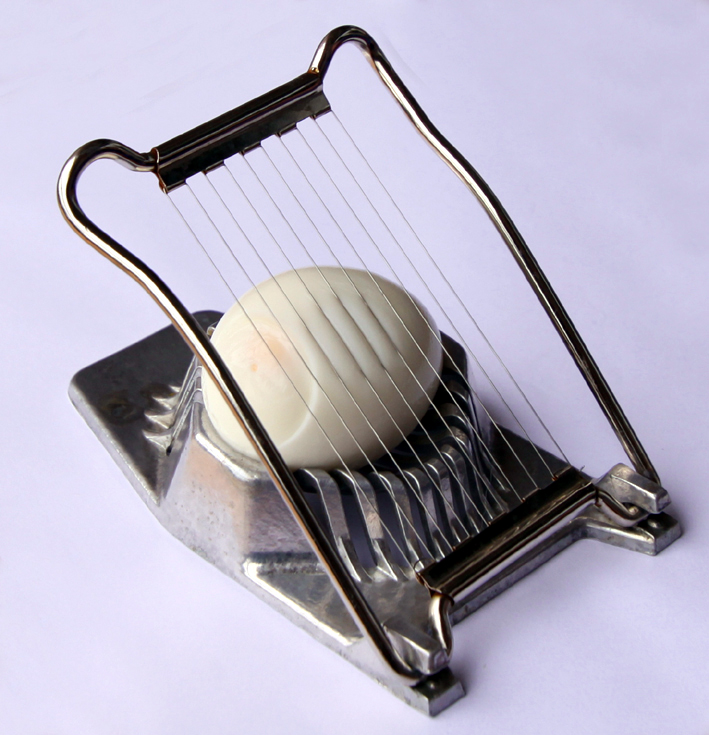
Krajarka do jaj

Krajarka do jaj (krajalnica do jaj) – narzędzie kuchenne służące do krojenia jajek na twardo. Składa się z podstawy z wgłębieniem, w które wkłada się obrane ze skorupki jajko, oraz z ramki z cienkimi ostrzami strunowymi, które w trakcie przesuwania jej w dół kroją jajko. Współczesne krajarki mają obudowy wykonane zazwyczaj z tworzyw sztucznych.
Krajarki do jaj mogą być używane także do krojenia grzybów oraz miękkich owoców i warzyw, np. truskawek.

## Krajarki w kulturze
Krajarka do jaj jest istotnym elementem filmu Kingsajz, w którym jeden z bohaterów jest skazany na śmierć przez „poćwiartowanie jajcarnią”.
Krajarki mogą być także używane jako instrumenty muzyczne.